# John Francis Skjellerup
John Francis Skjellerup, che si faceva chiamare Frank Skjellerup (Cobden, 16 maggio 1875 – Melbourne, 6 gennaio 1952) è stato un astronomo amatoriale australiano, attivo anche in Sudafrica, dove è vissuto dal 1900 al 1923.
È noto per aver scoperto o riscoperto otto comete tra il settembre del 1912 e il novembre del 1927. Di esse, cinque portano il suo nome. Degne di nota risultarono le comete 26P/Grigg-Skjellerup (scoperta il 16 maggio 1922), periodica, e C/1927 X1 (Skjellerup-Maristany) (scoperta il 4 dicembre 1927), la Grande Cometa del 1927 che fu molto luminosa e visibile anche in pieno giorno.

## Biografia
Nacque il 16 maggio 1875 a Cobden, in Australia. Decimo di tredici figli, rimase orfano di padre ancora bambino. Nel 1889 lasciò la scuola per lavorare come postino. Formatosi successivamente come operatore del telegrafo, nel 1900 si trasferì in Sudafrica, stabilendosi brevemente a Kimberley e poi a Città del Capo.
L'apparizione della Cometa di Halley nel 1910 destò il suo interesse e lo portò ad impegnarsi nell'osservazione delle comete. Si dotò così di un telescopio rifrattore da 7,6 cm di diametro, sebbene preferisse eseguire le ricerche con un binocolo con un potere di ingrandimento di 8× già in suo possesso. Nel 1912, partecipò alla fondazione della Cape Astronomical Association, con cui collaborò fino al 1923. Nel 1914, aderì alla British Astronomical Association, cui inviò regolarmente i dati acquisiti durante le proprie sessioni di osservazione.
Iniziò una sistematica ricerca di nuove comete nel 1911. Il suo primo successo consistette nell'individuazione l'11 settembre 1912 con il binocolo di un oggetto della quinta magnitudine, che risultò però essere la cometa C/1912 R1 (Gale), scoperta da Walter Frederick Gale tre giorni prima. A questa scoperta fa riferimento l'unica comunicazione su una rivista astronomica prodotta da Frank Skjellerup.
Una seconda cometa, con magnitudine inferiore all'undicesima, individuata il 31 ottobre 1915 in prossimità di α Sagittarii si rivelò presto essere la ricomparsa della cometa 7P/Pons-Winnecke. Robert Innes, direttore dell'Union Observatory a Johannesburg espresse pubblicamente il suo apprezzamento per l'operato di Skjellerup in tale circostanza.
L'altro grande interesse astronomico di Frank Skjellerup furono le stelle variabili, delle quali registrò periodicamente la variazione in intensità. A tale scopo, gli fu permesso di accedere con Arthur William Long ai telescopi dell'Osservatorio reale del Capo sin dal 1917. Nella mattina del 19 dicembre 1919 Frank Skjellerup eseguiva da casa osservazioni della stella variabile RS Librae, quando individuò nelle sue vicinanze una cometa con magnitudine pari a circa 8,5. Nota come C/1919 Y1 (Skjellerup), fu la prima cometa a ricevere il suo nome.
L'11 dicembre 1920 scoprì un'altra cometa, di magnitudine compresa tra la nona e la decima, in prossimità della stella 12 Hydrae. In effetti, era stata già osservata l'8 dicembre dall'osservatorio del Capo da Clement Jennings Taylor, che tuttavia riportò l'informazione in modo errato. La cometa C/1920 X1 (Skjellerup) - come è designata - fu osservata da Skjellerup fino al 3 gennaio 1921 e complessivamente fino al seguente 10 marzo.
Dopo essersi impratichito col tempo nell'uso del telescopio, lo preferì al binocolo nelle sue ricerche. Nell'aprile del 1922 sostituì il rifrattore in suo possesso con un nuovo strumento, di uguali dimensioni acquistato durante un viaggio a Londra nel 1921. Poiché durante le sue sessioni di osservazione Skjellerup utilizzava un solo telescopio, portato fuori di volta in volta nel giardino della sua abitazione, poteva acquisire le posizioni degli astri solo confrontandole con quelle di altri oggetti noti, tipicamente le stelle. Questa tecnica era meno precisa rispetto a quella in uso negli osservatori astronomici, dove si faceva ricorso a due strumenti, uno dei quali montato in direzione equatoriale; tuttavia, Skjellerup la padroneggiò efficacemente.
Il 17 maggio 1922 Skjellerup individuò un oggetto "molto debole" (il limite dello strumento era una magnitudine pari a circa 11,5) in prossimità della stella 81 Geminorum, comunicandolo a William Reid la sera stessa e ad A. W. Long e Jacob Halm il giorno seguente. Nel 1923, Andrew Crommelin sollevò la questione che Reid potesse aver scoperto indipendentemente la cometa o, addirittura, preceduto Skjellerup nella scoperta. Nel giugno del 1922 R. T. Crawford e W. F. Meyer del dipartimento di astronomia di Berkeley suggerirono, con altri, che la cometa potesse essere la stessa scoperta da John Grigg nel 1902 e andata allora subito perduta. L'associazione fu confermata definitivamente da G. Merton nel 1927, quando la cometa 26P/Grigg-Skjellerup fu definitivamente numerata. 26P/Grigg-Skjellerup è una cometa periodica, dal periodo orbitale relativamente breve (5,31 anni), che al tempo della scoperta era superiore solo a quello della Cometa di Encke. Solo negli anni quaranta del Novecento furono scoperte altre comete con periodi orbitali intermedi.
Nel 1922, Frank Skjellerup scoprì una seconda cometa, il 26 novembre, nella costellazione del Cratere. Il giorno stesso, comunicò la scoperta a Jacob Halm, che la confermò. La cometa C/1922 W1 (Skjellerup) non fu mai visibile ad occhio nudo - essendo stata prossima all'ottava magnitudine nel momento di massimo splendore.
Frank Skjellerup e sua moglie Mary fecero ritorno in Australia nel 1923, stabilendosi a Melbourne. Qui riprese la sua attività osservativa.
Verso la fine del novembre 1927 apparve nel cielo australe una cometa che subì rapidi incrementi di luminosità. Sembrerebbe che sia stata osservata indipendentemente da una decina di osservatori, tra il 28 novembre (C. O'Connell, Nuova Zelanda) e il 4 dicembre, quando Frank Skjellerup - svegliato in piena notte dal proprio gatto - la individuò come un oggetto della terza magnitudine, ne misurò la posizione e ne diede comunicazione all'Osservatorio di Melbourne. La luminosità della cometa continuò a crescere mentre essa raggiungeva declinazioni più settentrionali. Continuarono così le "scoperte" da parte anche di semplici curiosi; il 6 dicembre fu individuata dall'Osservatorio di La Plata da Edmundo Maristany, il cui nome è stato successivamente aggiunto a quello di Skjellerup nella denominazione ufficiale: C/1927 X1 (Skjellerup-Maristany). L'oggetto però fu designato per lo più Cometa Skjellerup o semplicemente Grande Cometa del 1927, per il periodo della sua osservazione che si concluse il 28 aprile 1928. La maggiore spettacolarità fu raggiunta tra il 15 dicembre e il 18 dicembre (data del perielio), quando le particolari posizioni della Terra, del Sole e della cometa, fecero sì che questa riflettesse parte della luce solare verso il nostro pianeta: la cometa, più brillante di Venere, si avvicinò ad una magnitudine compresa tra -8 e -9 e risultò visibile durante il giorno quando il Sole veniva ad essere nascosto alla vista da una nuvola, dal picco di una montagna o anche da un elemento architettonico.
Frank Skjellerup, che nel 1933 aveva aderito all'Astronomical Society of Victoria (fondata nel 1922), non scoprì altri oggetti fino al 21 gennaio 1941, quando individuò indipendentemente la cometa C/1941 B2 (de Kock-Paraskevopoulos). Gli ostacoli nella comunicazioni intervenuti durante la seconda guerra mondiale, infatti, avevano impedito la diffusione della notizia che Reginald Purdon de Kock avesse scoperto il 15 gennaio, da Paarl in Sudafrica, la cometa che porta il suo nome. La cometa era stata conseguentemente scoperta in modo indipendente da altri astronomi; Skjellerup fu il secondo ad individuarla.
Frank Skjellerup osservò 31 comete tra il 1910 e il 1948.

## Onorificenze
Ricevette 4 "Medaglie Donohoe" dalla Società astronomica del Pacifico e 2 "Medaglie Donovan".